# جرابرد
جرابرد (به ارمنی: Ջրաբերդ) یک منطقهٔ مسکونی در جمهوری آرتساخ است که در استان مارتاکرت واقع شده‌است. جرابرد ۶۵ جمعیت دارد.